# Ancona Torrette
Ancona Torrette (wł. Stazione di Ancona Torrette) – przystanek kolejowy w Ankonie, w prowincji Ankona, w regionie Marche, we Włoszech. Znajduje się na linii Bolonia – Ankona i Rzym – Ankona. 
Według klasyfikacji Rete Ferroviaria Italiana ma kategorię brązową.

## Historia
Przystanek Ancona Torrette został otwarty dla ruchu pasażerskiego w dniu 16 września 2002.

## Linie kolejowe
- Linia Bolonia – Ankona
- Linia Rzym – Ankona

## Połączenia
Przystanek jest obsługiwany przez połączenia regionalne wykonane przez Trenitalię w ramach umowy o świadczenie usług podpisanej z regionem Marche.